# Федеріго Енрікес
Федеріго Енрікес або Енріквес (італ. Federigo Enriques, 5 січня 1871 — 14 червня 1946) — італійський математик, відомий завдяки своїй класифікації алгебричних поверхонь.

## Життєпис
Федеріго Енріквес народився в Ліворно в сім'ї євреїв-сефардів Джакомо Енрікеса (торговець килимами) і Матильди Коріат (уродженка Тунісу, де проживала численна громада євреїв з Ліворно). Федеріго був другою дитиною, крім нього в родині росли сестра Ельбіна (згодом дружина математика Гвідо Кастельнуово) і брат Паоло.
1891 року закінчив Пізанський університет. У 1894—1902 роках працював у Болонському університеті, від 1897 року на посаді професора; у 1902—1923 роках — професор Брюссельського, від 1923 року — Римського університетів.
Основні праці стосуються алгебричної геометрії, історії та філософії математики. Він співпрацював з Кастельнуово, Коррадо Сегре і Франческо Севері. Більшість відомого на цей момент про алгебричні поверхні відкрито за безпосередньої участі Енрікеса і зібрано в його трактаті Алгебричні поверхні. У 1960-х роках методи Енрікеса критично переглянуто.

## Праці
- Enriques F. Lezioni di geometria descrittiva. Bologna, 1920.
- Enriques F. Лекции по проективной геометрии. Итальянское издание 1898 и немецкое издание 1903.
- Enriques F. Lezioni sulla teoria geometrica delle equazioni e delle funzioni algebriche. Bologna, 1915—1934. Volume 1, Volume 2, Volume 3-4.
- Severi F. Лекции по алгебраической геометрии. Итальянское издание 1908 и немецкое издание 1921.
- Castelnouvo G., Enriques F. Die algebraischen Flaechen. Обзор III C 6 в мат. энциклопедии.
- Enriques F. Le superficie algebriche. Bologna, 1949.